# DS del Lleó
DS del Lleó (DS Leonis) és un estel a la Constel·lació del Lleó de magnitud aparent +9,69. Es troba a 38,0 anys llum de distància del sistema solar.
DS del Lleó és una nana roja de tipus espectral M0.5V. Catalogada com a variable BY Draconis, mostra una fluctuació en la seva lluentor de 0,05 magnituds. El seu radi equival al 52% del radi solar, i gira sobre si mateixa amb una velocitat de rotació de 2 km/s —tenint en compte que aquest és un valor mínim—, implicant un període de rotació igual o inferior a 14 dies. L'estudi de la seva variabilitat fotomètrica indica que aquesta variabilitat és cíclica en períodes de 13,99 i 15,71 dies, cosa per la qual el seu origen es relaciona amb la rotació estel·lar, associat a rotació diferencial superficial (que modula el període fotomètric observat al migrar les taques estel·lars a diferents latituds). La temperatura superficial de DS Leonis és de 3.840 K i té una massa de 0,58 masses solars. La seva lluminositat —incloent una considerable part de la seva energia emesa com a radiació infraroja— correspon al 5,7% de la lluminositat solar. És un estel jove amb una edat aproximada de 370 milions d'anys.
Els estels coneguts més propers a DS del Lleó són Gliese 403 i Gliese 414, situats respectivament a 5,7 i 5,9 anys llum de distància. Així mateix, DS del Lleó forma part del corrent d'estels de l'associació estel·lar de l'Ossa Major, ampli grup que inclou estels més coneguts com Adhafera (ζ Leonis), π1 Ursae Majoris, ρ Cygni o γ Microscoscopii.